# Charles Connor
Charles Connor (* 14. Januar 1935 in New Orleans; † 31. Juli 2021 in Glendale, Kalifornien) war ein amerikanischer Schlagzeuger in den Genres Rhythm and Blues und Rock ’n’ Roll. Er war Mitglied in Little Richards Live-Band The Upsetters. Little Richards gerufenes Intro „A-wop bop-a loo-mop, a-lop bam-boom“ von Tutti Frutti soll Connors Beats nachempfunden sein.
Connor wurde in New Orleans geboren. Sein Vater kam aus Santo Domingo und war Mitglied der United States Merchant Marine, seine Mutter war aus Louisiana. Als Kind hörte er seinen Vater Calypso singen und er folgte den Marching Bands des French Quarters, die ihren Dixieland zum Besten gaben. Als Vorbilder gab er Bob Alden, Art Blakey, Charles Otis, Gene Krupa, Buddy Rich und Max Roach an. Sein erstes Schlagzeug bekam er mit fünf Jahren.
1950 hatte der 15-jährige Connor seinen ersten professionellen Auftritt mit Professor Longhair beim Mardi Gras in New Orleans. In den nächsten drei Jahren wurde er von Smiley Lewis, Guitar Slim, Champion Jack Dupree und Shirley and Lee gebucht. Mit 18 Jahren heuerte er bei Little Richards Live-Band The Upsetters an und trommelte für den Rock ’n’ Roller in dessen gesamten Hochphase bis 1957. Während Little Richards Aufnahmen in New Orleans von Earl Palmer am Schlagzeug bestritten wurden, kam Charles Connor in Los Angeles und bei Studiobesuchen während der Tourneen zum Einsatz. So ist er auf The Girl Can’t Help It, She’s Got It, Ooh! My Soul und Keep A-Knockin’ zu hören. Bei letzterem spielte er ein viertaktiges Schlagzeugintro, welches 15 Jahre später von John Bonham als Start von Led Zeppelins Rock and Roll kopiert wurde. Zwischendurch erhielt Connor die Gelegenheit, für James Brown zu spielen, da beide den gleichen Promoter hatten. Zu hören ist er u. a. auf „Don't Let It Happen to Me“, „Got to Cry“ und „I Want You So Bad“ (1959). Brown lobte Connor als „ersten [Schlagzeuger], der Funk in den Rhythmus einbrachte“. Später spielte er für Sam Cooke, Jackie Wilson, The Coasters, Big Joe Turner, Larry Williams, Don Covay, George Lightfoot und Dee Clark.

## Werk
- Charles Connor: Don’t Give Up Your Dreams. Author House, Bloomington 2008, ISBN 978-1-4343-7179-9 (englisch).